# Giro del Lazio 1945
Il Giro del Lazio 1945, undicesima edizione della corsa, si svolse il 24 giugno 1945 su un percorso di 180,2 km con partenza e arrivo a Roma. Fu vinto dall'italiano Zaurino Guidi, che completò la corsa in 5h58'32" precedendo per distacco i connazionali Fausto Coppi e Serse Coppi. Conclusero la prova 13 dei 26 ciclisti al via.

## Ordine d'arrivo
| Pos. | Corridore            | Squadra           | Tempo    |
| ---- | -------------------- | ----------------- | -------- |
| 1    | Zaurino Guidi        | C.V. Appio        | 5h58'32" |
| 2    | Fausto Coppi         | S.S. Lazio        | a 11"    |
| 3    | Serse Coppi          | S.S. Lazio        | a 3'37"  |
| 4    | Luciano Maggini      | S.C. Catena Seano | a 3'41"  |
| 5    | Sergio Maggini       | S.C. Catena Seano | a 4'03"  |
| 6    | Carmine Montuori     | C.V. Appio        | a 14'19" |
| 7    | Spartaco Rosati      | A.S. Roma         | s.t.     |
| 8    | Leopoldo Ricci       | A.S. Roma         | s.t.     |
| 9    | Pietro Brandani      | S.S. Lazio        | a 14'30" |
| 10   | Orlando Olivieri     | S.C. Concordia    | a 14'45" |
| 11   | Armando Sagoni       | C.V. Appio        | a 29'07" |
| 12   | Alberto Fusari       | S.S. Lazio        | a 31'13" |
| 13   | Gustavo Guglielmetti | C.V. Appio        | a 31'44" |